# Eduardo Vasconcelos
Eduardo Lima Vasconcelos, conhecido como Eduardo Vasconcelos (Brumado, 26 de julho de 1946), é um professor, engenheiro civil e político brasileiro filiado ao Partido Socialista Brasileiro (PSB). Foi engenheiro-chefe responsável pela construção do Centro Industrial de Contagem, professor da Fundação Universidade de Minas Gerais, prefeito do município baiano de Brumado por quatro mandatos. 

## Origem
Eduardo Vasconcelos nasceu em Brumado, em 1946. É filho de Virgílio Rizério de Vasconcelos e de Antônia Alves de Lima Vasconcelos; casado com Mary Cunha Vasconcelos, Juíza de direito na cidade de Brumado, com quem tem três filhos: Eduardo, Camila e Rodrigo; quatro netos: Júlia, Catarina, Cecília e Edu.

## Carreira
Profissional
Eduardo Vasconcelos é engenheiro civil e prestou serviços nos mais variados setores nos estados da Bahia e de Minas Gerais. Pode-se destacar como cargos de relevância o de engenheiro-chefe na construção do Centro Industrial de Contagem em 1972 e 1973; engenheiro sanitarista da Consursan no Sistema de Drenagem Sanitária de Salvador em 1973 e 1974; engenheiro pesquisador do Centro de Pesquisas e Desenvolvimento da Bahia (CEPED) 1976 a 1989; engenheiro-chefe da Empresa Baiana de Águas e Saneamento (Embasa) em Brumado durante 20 anos; engenheiro de projetos, gerente de recursos Humanos e meio ambiente e de segurança do trabalho da Magnesita S.A de 1989 a 2004. Foi também responsável pela implantação do Conselho Federal de Engenharia e Agronomia (CREA) em Brumado e membro fundador da Associação das Indústrias de Brumado e Microrregião.
Política
Apesar de ter sido bem aceito na política baiana, principalmente em sua terra natal, Eduardo Lima Vasconcelos só iniciou a carreira política no ano de 2000, candidatando-se a prefeito de Brumado pelo Partido da Frente Liberal (PFL), mas foi derrotado. Voltou a se candidatar em 2004 pelo Partido Liberal (PL) e, dessa vez, foi eleito. Em 2008, foi reeleito pelo Partido da Social Democracia Brasileira (PSDB), quebrando, enfim, a hegemonia de 16 anos do Partido do Movimento Democrático Brasileiro (PMDB), que  revezava os ex-prefeitos Edmundo Pereira Santos (eleito pela primeira vez em 1989) e Geraldo Leite Azevedo, eleito apenas uma vez. Em 2009, Eduardo foi acusado pelo Ministério Público Estadual de empregar de maneira irregular 245 servidores no exercício de seu mandato, fato que foi negado por ele. Em 2014, concorreu ao cargo de vice-governador da Bahia, na chapa da então senadora Lídice da Mata, pelo Partido Socialista Brasileiro (PSB), mas não se elegeu. A reabertura da discussão em 2016 sobre improbidade administrativa poderia acabar com as chances dele se candidatar à prefeitura de Brumado, porém, pelo que notifica a imprensa, não houve condenação, por falta de provas suficientes, pois ele se candidatou à prefeitura dessa cidade no dito ano e foi eleito  pela terceira vez, obtendo 22.370 dos votos válidos, o equivalente a 69,17%. Seu principal adversário, Alessandro Lôbo, do Partido Republicano Brasileiro (PRB), obteve 9.689, o que corresponde 29,96% dos votos válidos. 
Embora filiado ao Partido Socialista Brasileiro, apoiou em 2018 o candidato de extrema-direita Jair Bolsonaro, então pertencente ao PSL - Partido Social Liberal, ao qual se manteve fiel nas eleições de 2020, quando aliou-se ao próprio PSL, juntamente com o PC do B - Partido Comunista do Brasil, tendo sido reeleito Prefeito de Brumado com 48,83% dos votos válidos. Em 2021, apoiou Bolsonaro em atos antidemocráticos em Brasília com ataques ao Supremo Tribunal Federal, o que motivou que o Partido dos Trabalhadores rompesse com sua gestão em Brumado. 